# Ruslan Sharipov
Ruslan Sharipov (* 1978; kyrillisch Руслан Шарипов) ist ein usbekischer Journalist und Menschenrechtsaktivist.
Sharipov begann nach einem Stipendium in den USA kritisch über das usbekische Regime zu schreiben. 2003 wurde der Vorsitzende der nicht registrierten Menschenrechtsorganisation Bürgerbeistand in Usbekistan verhaftet. Er wird wegen „besakalbazlyk“ (homosexueller Kontakt, der als „einvernehmliche Befriedigung sexueller Bedürfnisse zwischen zwei Männern“ definiert wird) angeklagt, gefoltert und zu fünfeinhalb Jahren Haft verurteilt. Im Juni 2004 wurde er aus der Haft entlassen und konnte über Russland in die USA fliehen und erlangte dort politisches Asyl.
Sharipov wurde mit der Goldenen Feder der Freiheit 2004 ausgezeichnet. Am 30. November 2006 schrieb er einen offenen Brief an den 43. Präsident der Vereinigten Staaten, George W. Bush. Er kritisierte zuvörderst die Voraussetzungen, die bei einem Bewilligungsverfahren der United States Permanent Resident Card (Green Card) verlangt werden. In dem Brief drohte er damit, die Vereinigten Staaten zu verlassen, sollte das Ministerium für Innere Sicherheit der Vereinigten Staaten seinen Fall in naher Zukunft nicht bearbeiten. Im November 2009 berichtete der Rundfunkveranstalter Radio Free Europe, dass Sharipov einen offenen Brief an den Staatspräsidenten von Usbekistan, Islom Karimov, richtete. In dem Brief soll er Karimov darum gebeten haben, ihm zu erlauben, nach Usbekistan zurückzukommen. Als Beweggrund nannte er unter anderem, dass ihm keine Green Card ausgestellt wurde, und er von der Polizei bedroht und angegriffen worden sei.